# Стефан Византийски
Стефан Византийски (на гръцки: Στέφανος Βυζάντιος) е късноантичен гръцки граматик и географ от VI век.

## Биография
Роден е в края на V век в Константинопол, Източна Римска империя. Работи в Магнаурската школа в Константинопол през ранните години на управлението на император Юстиниан I (527 – 565).
Стефан Византийски е автор на обширния географски лексикон „Етника“ (Ἐθνικά) в 50 до 60 книги, в които са запазени сведения за достиженията на древната география и разкази за оракули и чудеса. Вероятно той е написал и историческо произведение, което е изгубено.

## Издания
- Margarethe Billerbeck, Stephani Byzantii Ethnica (= Corpus Fontium Historiae Byzantinae). Bdf. 1ff. de Gruyter, Berlin 2006ff.
- Augustus Meineke, Stephani Byzantii. Ethnicorum quae supersunt. Т. 1.   Berlin, 1849..